# Hugo Plomteux
 (janvier 2019).
Si vous disposez d'ouvrages ou d'articles de référence ou si vous connaissez des sites web de qualité traitant du thème abordé ici, merci de compléter l'article en donnant les références utiles à sa vérifiabilité et en les liant à la section « Notes et références ».
Pour les articles homonymes, voir Plomteux.
Hugo Plomteux (Berchem, 1er juillet 1939 - Louvain, 15 janvier 1981) est un linguiste et dialectologue belge.
Maître de conférences à l'Université catholique de Louvain, il est particulièrement apprécié en Italie pour ses travaux sur le patrimoine culturel et linguistique de la Ligurie. Il a consacré plusieurs travaux à la description de la vie rurale et de la langue de la Ligurie, notamment celle concernant la région de Val Graveglia, dans l'arrière-pays de Lavagna.

## Biographie
Il suivit des études classiques au collège saint Stanislas d'Anvers et s'intéressa au grec paléoslavique et moderne. Plus tard, à partir de 1957, il fréquenta la faculté de philologie romane de l'Université catholique de Louvain. En 1963, il présenta sa thèse intitulée Les Dénominations de batraciens anoures en Italie, écrite sous la direction du linguiste roumain Sever Pop. En septembre 1965, il assista au IIe Congrès international de dialectologie de Marbourg en tant qu’assistant du professeur A. Van Windekens. En mai 1972, après avoir enseigné dans la section universitaire de Courtrai et être devenu titulaire du cours d'italien, il obtint un doctorat en philologie romane, avec une thèse intitulée Le Lexique de Val Graveglia. En 1978, il est devenu professeur titulaire de linguistique italienne.

## Travaux
- « L'Interférence linguistique entre le monde maritime et l'arrière-pays », dans le Bulletin de l'atlas linguistique de la Méditerranée, vol. 10-12, AA. VV., éditeur Leo S. Olschki, Florence, 1970.
- Les Dialectes de la Ligurie orientale actuelle. Val Graveglia, Pàtron, Bologne, 1975.
- Culture paysanne en Ligurie. Val Graveglia, Sagep editrice, Gênes, 1980.